# Нетреба звичайна
Нетреба звичайна (Xanthium strumarium) — однорічна трав'яниста рослина, вид роду нетреба (Xanthium) родини айстрові (Asteraceae).

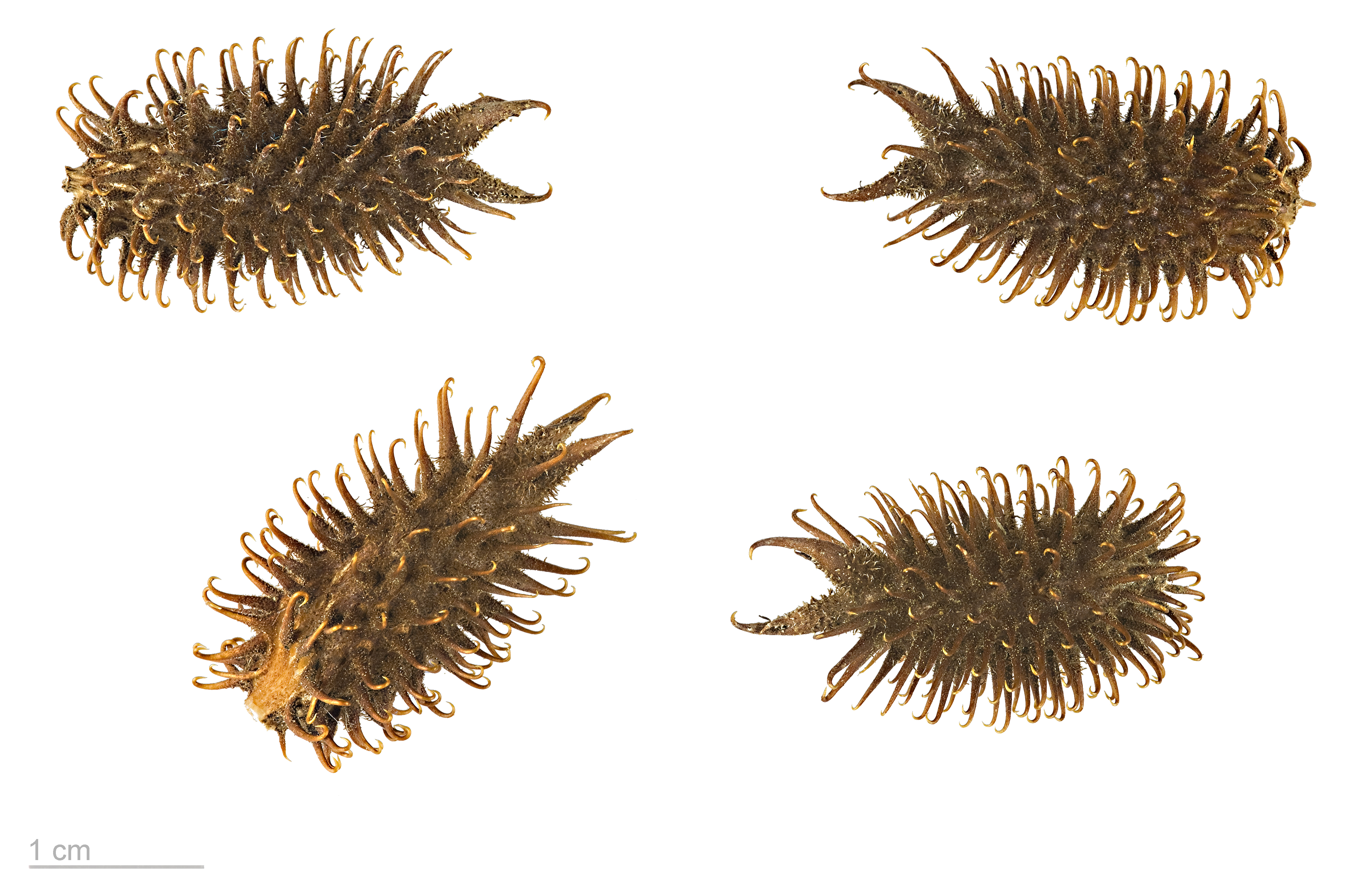
Xanthium strumarium — Тулузький музей

Застосовується як лікарська рослина.
Народні назви: нетреба колюча, страхополох.

## Поширення
У дикому вигляді росте в Європі, Північній Америці, помірних районах Азії. Поширилася в Африці, Австралії, Океанії та Південної Америці.
Росте на вологому піщаному ґрунті по берегах річок і канав, біля парканів, доріг, на пустищах, сміттєвих звалищах, у посівах бавовнику та інших культур.

## Ботанічний опис
Стебло пряме, жорстке, гіллясте, сірувато-зелене або червонувате, коротко шорстко-волосисте. Висота 30—120 см.
Листки серцеподібні, трьох-п'ятилопатеві, по краях нерівномірно зубчасті, з черешками, зверху зелені, знизу світло-зелені, до 10 см завдовжки.
Квітки утворюють однодомні і одностатеві головки, зібрані в колосоподібні пазушні суцвіття. У верхній частині загального суцвіття розташовуються кошики з чоловічими квітами, в нижній — з жіночими. Чоловічі головки — п'ятиквіткові, жіночі — двохквіткові.
Плоди довгасті, округлі, колючі, чіпкі сім'янки — реп'яхи до 1—2 см в діаметрі. супліддя зелені або сірувато-зелені.
Цвіте в липні-вересні, сім'янки дозрівають у вересні-жовтні.

## Застосування

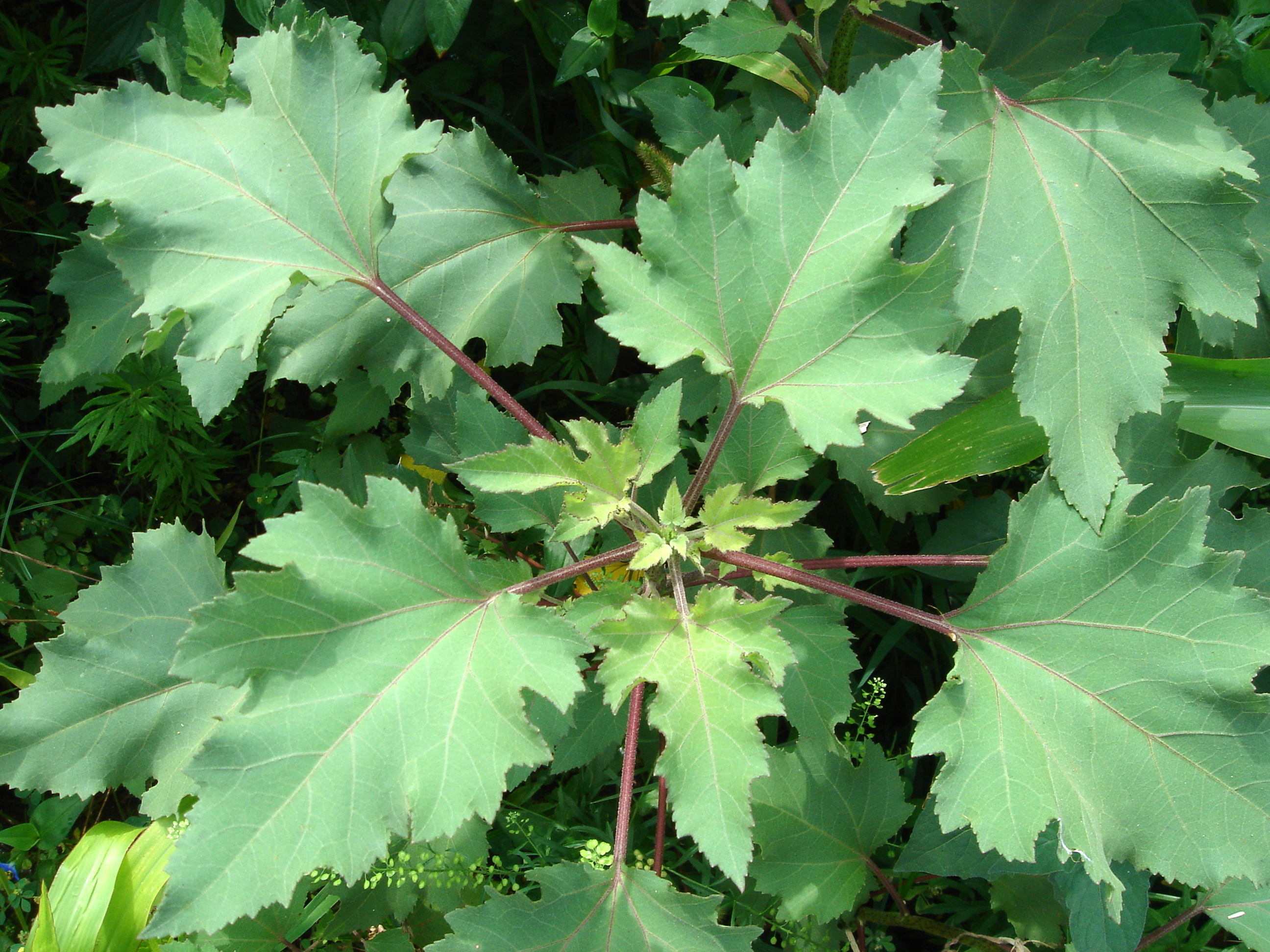
Листя

Хімічний склад вивчений недостатньо. Листя містять порівняно багато йоду, алкалоїдів та аскорбінової кислоти (близько 31,8 мг%). Насіння містить олії, смоли, глікозид ксантострумарин і йод.
Рослина сприяє зменшенню щитоподібної залози при зобі й володіє антисептичною, фунгіцидною, протизапальною дією, є слабким знеболюючим, потогінним та жарознижуючим засобом.
Відвар плодів («насіння»), коренів і всієї рослини приймають при проносі та кривавому проносі при шигельозі. Рослину з успіхом застосовують при зобі, особливо в тих місцях, де це захворювання поширене (в Закарпатській області, Забайкаллі, деяких районах Кавказу).
У Середній Азії сік листя п'ють при астмі, спазмах в горлі та при геморої.
Сік трави і її відвар вживають як зовнішній засіб при набряках горла, дитячій кропив'янці, діатезі та різних захворюваннях шкіри: лишаї, вугрях, висипках.
У китайській народній медицині рослину застосовують як жарознижувальний, потогінний, заспокійливий засіб при ревматизмі та переохолодженні. Плоди вживають у вигляді мазей при екземі, сверблячих висипках, корості та укусах комах.
Нетреба звичайна — отруйна рослина, тому її внутрішнє застосування вимагає обережності.

## Таксономія
У цього виду виділяють три варіації:
- Xanthium strumarium var. canadense (P. Mill.) Torr. & Gray
- Xanthium strumarium var. glabratum (DC.) Cronq.
- Xanthium strumarium var. strumarium [L.]